# Unione Sportiva Cremonese 1965-1966
Questa pagina raccoglie le informazioni riguardanti l'Unione Sportiva Cremonese nelle competizioni ufficiali della stagione 1965-1966.

## Stagione
Nella stagione 1965-1966 la Cremonese ha disputato il campionato di Serie C, girone A, classificandosi quattordicesima con 28 punti, nel torneo che ha portato in Serie B il Savona, primo con 45 punti, e retrocesso in Serie D il Parma e l'Ivrea.
L'allenatore scelto per guidare la Cremonese in questa stagione è una vecchia gloria della squadra di Via Persico, Teodoro Zanini, mentre Eugenio Bergonzi si occupa del settore giovanile. La formazione grigiorossa è ringiovanita e rinnovata. Sul campo i problemi abbondano, per il secondo anno consecutivo il Piacenza vìola lo Zini, dopo una decina di giornate la squadra è penultima, al giro di boa del torneo si dimette l'allenatore Doro Zanini che torna ad affiancare Eugenio Bergonzi nel settore giovanile, in panchina al suo posto viene chiamato Giovanni Persico. Una reazione della squadra si vede e la salvezza viene raggiunta con un turno di anticipo, con tre punti di vantaggio sul Parma retrocesso. Si è distinta nel torneo la mezz'ala Attilio Tassi autore di dieci reti.

## Rosa
| N. |                   | Ruolo | Calciatore           |
| -- | ----------------- | ----- | -------------------- |
|    | Italia (bandiera) | C     | Luigi Bartolomei     |
|    | Italia (bandiera) | C     | Costantino Belloni   |
|    | Italia (bandiera) | D     | Paolo Canevari       |
|    | Italia (bandiera) | D     | Ettore Capoani       |
|    | Italia (bandiera) | C     | Giuseppe Caraffini   |
|    | Italia (bandiera) | A     | Maurizio Cella       |
|    | Italia (bandiera) | P     | Antonio De Jaco      |
|    | Italia (bandiera) | A     | Emilio Del Bianco    |
|    | Italia (bandiera) | A     | Fabrizio Denari      |
|    | Italia (bandiera) | D     | Ernesto Feroldi      |
|    | Italia (bandiera) | A     | Eugenio Frassi       |
|    | Italia (bandiera) | A     | Luigi Gibellini      |
|    | Italia (bandiera) | P     | Giampietro Michelini |

| N. |                   | Ruolo | Calciatore        |
| -- | ----------------- | ----- | ----------------- |
|    | Italia (bandiera) | D     | Enrico Mizzi      |
|    | Italia (bandiera) | C     | Nicola Novali     |
|    | Italia (bandiera) | C     | Angelo Ottani     |
|    | Italia (bandiera) | C     | Franco Ravani     |
|    | Italia (bandiera) | A     | Giacomo Rossi     |
|    | Italia (bandiera) | A     | Gianfranco Sarchi |
|    | Italia (bandiera) | D     | Paolo Sudati      |
|    | Italia (bandiera) | A     | Attilio Tassi     |
|    | Italia (bandiera) | D     | Franco Tumiati    |
|    | Italia (bandiera) | D     | Giovanni Vecchi   |
|    | Italia (bandiera) | C     | Sergio Velmini    |
|    | Italia (bandiera) | D     | Giuseppe Zaniboni |
|    | Italia (bandiera) | A     | Giovanni Zavaglio |

## Risultati

### Girone di andata
| Arbitro: | Manetti (Firenze) |

|                              |           |                      |
| Pantani 30’, 67’ Dossena 35’ | Marcatori | 7’ Belloni 39’ Tassi |

| Arbitro: | Lupi (Genova) |

|                                    |           |             |
| Rossi 8’, 40’ Tassi 60’ Denari 83’ | Marcatori | 13’ Brocchi |

| Arbitro: | Simoncini (La Spezia) |

|          |           |  |
| Mola 82’ | Marcatori |  |

| Arbitro: | Trucillo (Venezia) |

|                     |           |             |
| Mizzi 56’ Rossi 68’ | Marcatori | 60’ Santoro |

| Arbitro: | Concina (Novara) |

|                                   |           |             |
| Galeone 13’ Ive 79’ Ciclitira 88’ | Marcatori | 55’ Belloni |

| Arbitro: | Falchi (Terni) |

|                      |           |  |
| Tassi 23’ Denari 82’ | Marcatori |  |

| Arbitro: | Beretta (Milano) |

|                               |           |           |
| Crespi 25’ Carminati 56’, 76’ | Marcatori | 22’ Tassi |

| Arbitro: | Caligaris (Alessandria) |

|  |           |               |
|  | Marcatori | 31’ Callegari |

| Arbitro: | Magnani (Firenze) |

|                    |           |  |
| Tumiati 36’ (aut.) | Marcatori |  |

| Arbitro: | Sabattini (Finale Emilia) |

|  |           |             |
|  | Marcatori | 6’ Simonato |

| Arbitro: | Lo Giudice (Torino) |

|                                          |           |  |
| Calzolari 28’ Taccola 69’, 90’ Fazzi 77’ | Marcatori |  |

| Arbitro: | Scolari (Verona) |

|                                              |           |             |
| Tassi 12’ (rig.) 63’ Sarchi 30’ Zavaglio 81’ | Marcatori | 8’ Costanzo |

| Arbitro: | Cardelli (Carrara) |

|            |           |  |
| Brenna 23’ | Marcatori |  |

| Arbitro: | Varnero (Alessandria) |

|              |           |  |
| Zavaglio 73’ | Marcatori |  |

| Arbitro: | Ottonello (Firenze) |

|                                |           |                      |
| Passera 16’ Donadelli 25’, 53’ | Marcatori | 21’ Sarchi 60’ Tassi |

| Cremona 9 gennaio 1966 16ª giornata | Cremonese              | 0 – 0 | Parma | Stadio Giovanni Zini\| Arbitro: \| Cicconetti (Pordenone) \| |
| Arbitro:                            | Cicconetti (Pordenone) |       |       |                                                              |

| Cremona 16 gennaio 1966 17ª giornata | Cremonese        | 0 – 0 | Como | Stadio Giovanni Zini\| Arbitro: \| Branzoni (Pavia) \| |
| Arbitro:                             | Branzoni (Pavia) |       |      |                                                        |

### Girone di ritorno
| Arbitro: | Pilotto (Roma) |

|                      |           |  |
| Sarchi 44’ Cella 69’ | Marcatori |  |

| Mestre 30 gennaio 1966 19ª giornata | Mestrina             | 0 – 0 | Cremonese | Stadio Francesco Baracca\| Arbitro: \| Accomazzo (Vercelli) \| |
| Arbitro:                            | Accomazzo (Vercelli) |       |           |                                                                |

| Arbitro: | D'Amico (Loreto) |

|                           |           |                         |
| Bartolomei 78’ Ottani 87’ | Marcatori | 14’ Cattani 63’ Ferraro |

| Arbitro: | Pontini (Ferrara) |

|  |           |             |
|  | Marcatori | 53’ Belloni |

| Cremona 20 febbraio 1966 22ª giornata | Cremonese         | 0 – 0 | C.R.D.A. Monfalcone | Stadio Giovanni Zini\| Arbitro: \| Cappelluti (Bari) \| |
| Arbitro:                              | Cappelluti (Bari) |       |                     |                                                         |

| Arbitro: | Ferrari (Rovereto) |

|                                          |           |                        |
| De Cecco 11’, 64’ Dolso 16’ Bosdaves 40’ | Marcatori | 20’ Belloni 30’ Sarchi |

| Arbitro: | Beccaria (Lecco) |

|           |           |             |
| Rossi 10’ | Marcatori | 25’ Ridolfi |

| Piacenza 13 marzo 1966 25ª giornata | Piacenza        | 0 – 0 | Cremonese | Barriera Genova\| Arbitro: \| Menegali (Roma) \| |
| Arbitro:                            | Menegali (Roma) |       |           |                                                  |

| Arbitro: | Rodomonte (Teramo) |

|                            |           |           |
| Bartolomei 26’ Belloni 61’ | Marcatori | 56’ Canzi |

| Arbitro: | De Marco (Torre del Greco) |

|                |           |                     |
| Galtarossa 45’ | Marcatori | 44’ Tassi 72’ Rossi |

| Arbitro: | Ciulli (Roma) |

|  |           |             |
|  | Marcatori | 51’ Corucci |

| Arbitro: | Fuschi (Pescara) |

|                        |           |           |
| Costanzo 26’ Mosca 83’ | Marcatori | 77’ Tassi |

| Arbitro: | Gialluisi (Barletta) |

|                |           |  |
| Bartolomei 57’ | Marcatori |  |

| Arbitro: | Falchi (Terni) |

|             |           |  |
| Canzian 19’ | Marcatori |  |

| Arbitro: | R. Lattanzi (Roma) |

|  |           |                            |
|  | Marcatori | 57’ Bonacina 89’ Donadelli |

| Parma 15 maggio 1966 33ª giornata | Parma          | 0 – 0 | Cremonese | Stadio Ennio Tardini\| Arbitro: \| Malerba (Roma) \| |
| Arbitro:                          | Malerba (Roma) |       |           |                                                      |

| Arbitro: | Levrero (Genova) |

|                      |           |  |
| Mognon 30’, 60’, 64’ | Marcatori |  |